# Neuchatel (Kansas)
Neuchatel ist ein Ort und Township im Nordosten des US-Bundesstaates Kansas und im Südwesten des Nemaha County. Das U.S. Census Bureau hat bei der Volkszählung 2020 eine Einwohnerzahl von 90 ermittelt. 
Er liegt südlich dem Zusammenfluss der Bäche Mulberry Creek und French Creek. 

## Geschichte
Im Jahre 1850 wanderte die Schweizer Familie Bonjour von Lignières im Kanton Neuenburg in die USA aus. Im Frühling des Jahres 1857 gründete sie im Nehama County eine Siedlung. Das erste Schulhaus entstand irgendwann zwischen 1857 und 1866, die erste Kirche 1871 und mit der Eröffnung einer Poststelle im Jahre 1861 erhielt die Siedlung ihren heutigen Namen Neuchatel in Erinnerung an die Stadt Neuenburg (französisch: Neuchâtel) in ihrer ehemaligen Heimat. 1905 wurde die Kirche erneuert und wurde bis 1952 genutzt. Am Morgen des 21. April 1994 schlug ein Blitz in die Kirche ein, wodurch sie vollständig abbrannte.

## Bevölkerung
Im Jahr 1878 zählte Neuchatel 392 Einwohner. Im Jahr 2000 hatte sich die Einwohnerzahl auf 117 Personen reduziert, wobei das mittlere Alter der Männer bei 42,3 und das der Frauen bei 48,5 Jahre lag. 99,1 % der Bevölkerung sind Weiß und 0,9 % ist Schwarz (eine Person).